# The Hoosiers
The Hoosiers er et Rockband fra Storbritannien. Bandet har eksisteret siden 1993 og består af:
Irwin Sparkes (sang/guitar),
Martin Skarendahl (bas/guitar) og
Alphonso Sharland (trommer/percussion).
| Musikgruppe | Spire Denne artikel om en britisk musikgruppe er en spire som bør udbygges. Du er velkommen til at hjælpe Wikipedia ved at udvide den. |